# 平山助成
平山 助成（ひらやま すけなり、1942年 - ）は、日本の美術館館長、元海上自衛官。平山郁夫美術館館長。せとの海に遊ぶ会代表。最終階級は海将補。広島県尾道市瀬戸田町出身。兄は日本画家の平山郁夫。

## 経歴
広島県尾道市瀬戸田町に生まれる。8人兄弟であり、実の兄平山郁夫は日本画家。幼少期は、自宅の前の瀬戸田水道で一日中泳いでいたという。
1966年防衛大学校（10期）を卒業後、海上自衛隊に入隊、航空部隊に配属。1997年に海将補で退職。
2003年より平山郁夫美術館の館長に就任。
2014年には、春の叙勲で瑞宝小綬章を受章。
2018年、館長を務める平山郁夫美術館と広島大学が包括的連携協定を、締結した。
2022年には、広島大学東広島キャンパス内のサタケメモリアルホールにて開催された「平山郁夫と中国～平和への思い～」と題された講演に登壇。広島大学副学長の佐藤利行との対談で、兄・郁夫について振り返った。

## 栄典
- 2014春の叙勲で瑞宝小綬章を受章[4]

## 家族・親族
兄は日本を代表する日本画家である平山郁夫。甥は古代生物学者の平山廉。